# 播磨国風土記
『播磨国風土記』（はりまのくにふどき）は、奈良時代初期に編纂された播磨国（現在の兵庫県付近）の風土記である。平安時代末期に書写された写本が国宝に指定されている。

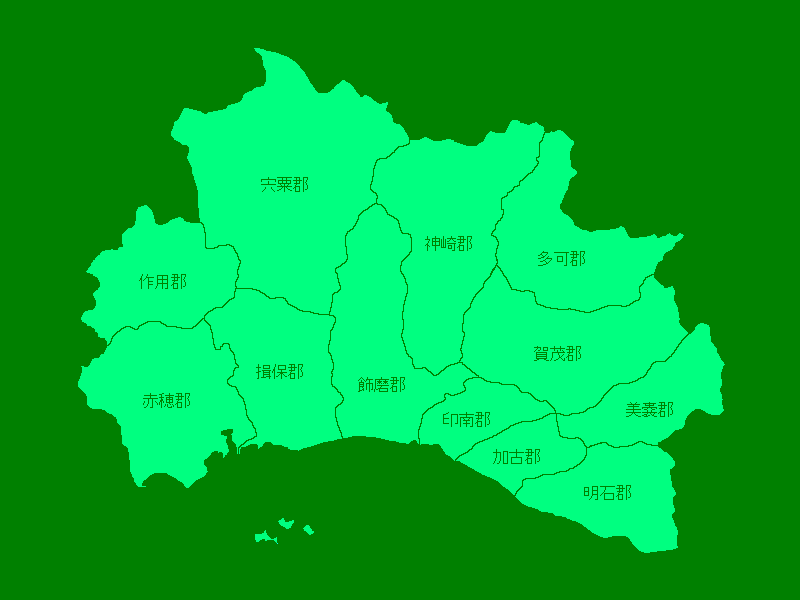
播磨国

## 成立
『続日本紀』の和銅6年（713年）5月2日の条には令制国に下記の事項を記した報告書を提出せよと命じたことが記されている。
- 好（よ）き字を用いて郡・郷の名を記す
- 銀・銅・染料・草・木・鳥・獣・虫などの物産
- 土地の肥沃さ
- 山・川・原・野などの地名の由来
- 古老に伝承されている旧聞・異事

このような国情を記した報告書（解）が「風土記」と呼ばれるようになる。解では冒頭などに特定の書式があるが、『播磨国風土記』には欠損があり、それは確認されていない。ただし、「前述の解と同様である」といった意味の一文があり、解として書かれたものであることがわかる。
『播磨国風土記』の成立年代に関する史料は残されていないが、霊亀元年（715年）あるいは霊亀3年（717年）に地方の行政組織が国・郡・里から国・郡・郷・里となったこと（古代日本の地方官制#京職）、『播磨国風土記』では国・郡・里が用いられていることから霊亀元年前後に成立したものと見られている。あえてかつての表記が使われたとも考えられるが、他の名称の表記には揺らぎがある中で、里・郷のみ例外なくかつての表記で統一された可能性は低いとされる。編纂が行われた期間は和銅6年（713年）から霊亀元年（715年）頃までとなり、その当時の国司であった巨勢邑治・大石王・石川君子、大目であった楽浪河内などが携わったのではないかと考えられている。

## 伝本
『播磨国風土記』の伝本は、三条西家が所蔵していた平安時代末期の写本「三条西家本」のみである。この写本は国宝に指定されており、現在は天理大学附属天理図書館が所蔵している。他に写本はなく、また、三条西家本も常に存在が知られているものではなかったため、『播磨国風土記』は一部が逸文として知られているのみであった。寛政8年（1796年）に柳原紀光によって伝本が書写されたことをきっかけに、谷森善臣が三条西家の所蔵であることを確認、嘉永5年（1852年）になって書写したことで世に知られるようになった。明治頃から本格的な研究が始められるようになり、栗田寛『標註古風土記』、敷田年治『標註播磨風土記』、井上通泰『播磨風土記新考』などが出版された。
『播磨国風土記』は写本が残されている五つの風土記のうちの一つであるが、『出雲国風土記』のように完本に近い形で残されているわけではない。播磨国の総説、明石郡の全体、加古郡の冒頭、赤穂郡の全体が欠落している。各郡をおおむね南東部から南西部、北西部から北東部といった順に記載しており、播磨国の総説、明石郡の全体、加古郡の冒頭は巻首にあり、欠損したものと考えられている。明石郡に関しては『釈日本紀』に逸文が残されていること（速鳥参照）などから、記載されていたことは確実視されているが、赤穂郡に関しては手掛かりが残されていない。欠損や脱落があった、あるいは現存する『播磨国風土記』の底本が稿本であったために記載されていなかった、など様々に考えられている。この他、印南郡域の記事はあるものの郡名の記載がない。元々は郡名が記されていたが脱落したとする考えと、印南郡の成立は風土記よりも後の時代で、賀古郡の一地域としての印南浦として書かれたとする考えがある。
赤穂郡の記事が無いこと、飾磨郡の記事などの一部に乱れがあることなどを根拠として、現存する『播磨国風土記』の底本は、国庁での最終的な手入れがされる前段階のものであったと見られている。この説が出された当初は全体が未整理であるというものであったが、現在は追加記事が未整理の段階であろうという見方が主流となっている。これらへの異論としては、現在と編纂当時では認識が違うとして、当時の一つの完成された記述方法を現在の感覚で未完成と捉えてしまっているのではないかというものがある。『播磨国風土記』では、意図的な改変の形跡が他の風土記と比べて少ないため、在地の伝承が比較的そのまま残されていると考えられている。文体が『古事記』のような和文的な漢文であることや、稿本と目される要因などから、この風土記の特徴として素朴さが挙げられることが多い。漢籍的な要素も見られる『常陸国風土記』とは対照的である。
『播磨国風土記』には「大神の御粮（みかれい）沾（ぬ）れて　かび生えき　すなわち酒を醸さしめて　庭酒（にわき）を献りて宴（うたげ）しき」との記載がある。「神に供えた糧が枯れて、かびが生えた。すなわち酒を醸さしむ」ことが記されているため、米を原料とした日本最古の日本酒に関する記述とされている。

## 官命との対応
官命に盛り込まれた5つの課題のうち、『播磨国風土記』が忠実に答えているとされるのは、土地の肥沃さと地名の由来や土地の伝承を記すことである。おおまかな構成は郡名、郡名の由来、里名、里の土地の肥沃さ、里名の由来、里にある村や山・川などの名称、その名称の由来、次の里名、…となっている。いくつかの里では特筆すべき産物などが記載され、地名の変更も何例か書かれている。産物、改名に関しては『出雲国風土記』と比べると記述量は少ない。
朝廷は税制の参考にするために土地の肥沃さを課題に盛り込んだと考えられている。納める側としては慎重に対応せざるを得ず、他国の風土記では詳細な報告を避けている。一方、『播磨国風土記』ではかなり詳細に記しており、上中下を用いて上の上から下の下までの9段階でほとんどの里を評価している。ただし、上の上に該当する里はなく、他国の風土記では詳細な報告が避けられたのに対して、当風土記では詳細に記すものの1段階下げて書かれた可能性がある。
この評価に関して、1885年（明治18年）の郡単位の米の反当収量と比較すると、一部を除いて対応関係があるという研究がある。例外となったのは加古郡と佐用郡で、風土記では加古郡は低い評価、佐用郡は高い評価となっていた。加古郡はため池が多く作られ明治期には収量が大幅に増加し、評価に開きが出たと考えられている。収量による評価であったとすると佐用郡については説明がつかない。
上記を踏まえ、その土地で作られる米が美味いかどうかというような総合的な評価ではないかとの研究もある。具体的には美味い米を作り出すための地形的・水利的条件を里毎に考察したものである。この研究では、評価の高い場所を粘性土でかつ水利が良い土地と考え、低いものとして水害地や水はけの悪い土地などを考えている。この評価も良い一致が見られ、収量では説明のつかなかった佐用郡の里も高い評価になるとされる。ただし、播磨国の最西部に位置している佐用郡では他地域との隔絶性が評価を高くさせた部分もあると考えられている。
地名の由来や土地の伝承が本文の中心となっていることは、他国の風土記とも共通する特徴で、官命で言うところの、山・川・原・野などの地名の由来、古老に伝承されている旧聞・異事の2つの項目にあたる。両者に厳密な区別は無く、神話などの土地の伝承も何がしかの地名と関連付けられている。

## 地名記事について
風土記に記された播磨国内の地名は360例以上に及ぶ。記されているのは郡・里・村・山・川・原・野の他、墓・井・津・社などである。このうち里は81例あり、里の数が最も多いのは揖保郡の18里である。1里の人口は約1,000人と推定されており、揖保郡の人口は約18,000人であったことになる。明石郡・赤穂郡の記載が無いため、風土記編纂当時の播磨国全体の里数は不明であるが、『倭名類聚抄』から仮定すると95里程になり、人口は約100,000人となる。
地名の由来を記した記事には、○○なため□□と呼ばれるようになったというような簡潔なものから、時代が指定され、主人公が登場し、主格的に何かをなすというような説話的なもの、それらが連なって一つの説話を形成しているものまで様々である。
記事において人名などが記されるのは、主格となる場合と年代を指定するための場合があり、当風土記においては、神、天皇（皇族も含む）、人が説話の主格として記されている。このうち、神や天皇が主格的に関わった地名由来の記事は、この土地は由緒のある土地だと主張する意図をもって収録されたと考えられている。他の風土記では『出雲国風土記』は神に関する説話、『常陸国風土記』・『肥前国風土記』・『豊後国風土記』では天皇などの人間に関する説話を多く収録しており、播磨国風土記は両者の折衷といえる。
神が関わる地名記事では、神がその土地にいること自体が由来になったもの、神がその土地で何かをなす、例えば、何かを言う、物を落とす、他の神と土地の占有を争う、荒ぶる神として人の命を奪うというようなものが収録され、それらに因んだ地名であると説明している。登場する神は伊和大神など在地の神が多く見られる。天皇も権威ある存在として神と同じような描かれ方をするが、天皇は基本的に播磨を訪れた巡行の体である。巡行の際に何かを言う、物を落とす、国見をする、狩りをする、といった内容である。神の説話と天皇の説話には共通点があり、天皇に関する説話の中には巡行する神の伝承から変化したものもあると考えられている。
説話内容には地域的な偏りが見られ、大まかに見て播磨の南東部では天皇の名が記されている記事の割合が高く、北西部では神の名が記されている記事の割合が高い傾向がある。畿内に近い南東部ではヤマト王権に対する関心の高かったであろうこと、強い影響を受け発展したことなどが背景として考えられており、北西部においては朝廷の権威よりも播磨の独自性に重きを置く意識があったのであろうと考えられている。
上記のような内容の差に加え、記述の形式にも若干の地域的な差が見られる。これらの差異から、風土記における各郡は、賀古・印南・美嚢、飾磨・神前・託賀・賀毛、揖保・讃容・宍禾の三つのグループに分類される。この三地域の差が生まれた要因として二つの説がある。一つは令制国としての播磨国が成立する以前の、明石国、針間鴨国、針間国の各国造の勢力圏が関係しているのではないかというもので、その勢力圏の影響が風土記編纂の際に集められた伝承や資料に残っていたのではないかと考えている。もう一つの説は、採集された伝承や資料に原因があるのではなく、編纂する側の事情であろうというものである。加古川・市川・揖保川・千種川の各水系や街道などで繋がった関連性の強い地域毎に編集者を分担し、取りまとめた結果生まれた差であると考えるものである。
一般的な人物が登場するものとしては、役人が関わった記事、人・集団の移住に関する記事が収録されている。移住や交流の記事が比較的多いことも『播磨国風土記』の特徴の一つとされ、播磨国内の他地域や周辺諸国からの移住に関する記事や朝鮮半島からの記事もある。渡来に関する記述のほとんどは揖保郡・飾磨郡の記事であり、播磨国での渡来系の遺跡・出土物の多くがこの二郡を中心とした瀬戸内海沿岸の地域で見られることと傾向として一致している。ただし、具体的な里単位での一致はあまり見られていない。朝鮮半島関連で言えば、渡来神として描かれる天日鉾命に関する説話も渡来人を象徴的に語るものとされる。事実としてではなく神話として語っているのは、年月を経てその集団に播磨への土着性が生まれたためであると考えられている。

### 主な説話
大帯日子命（景行天皇）と印南別嬢（播磨稲日大郎姫）
八咫剣・八咫勾・麻布都鏡で正装した大帯日子命が印南別嬢へ妻問いに明石郡までやってきたが、それを聞いた印南別嬢は驚いて南毘都麻島に隠れてしまった。賀古松原で別嬢を探していると、海に向かって吠えている犬を見つけた。その犬が別嬢の犬であることを知り、天皇は海を渡った。妻がなびた（隠れた）島であるので南毘都麻島（なびつまのしま）と呼ばれるようになった。別嬢と会うことができた天皇は求婚し、夫婦となった。
年月が過ぎ、別嬢が亡くなって日岡に葬られることになった。遺骸を船に乗せ印南川（加古川）を渡らせていると突風で遺骸が川の中に流されてしまった。遺骸探したが見つからず、見つかった遺品の匣・褶を埋葬し墓としたため、比礼墓（日岡陵）と呼ばれるようになった。天皇は悲しみ、「この川の物は食べない」と言った。これにより、この川の鮎は贄として出されなくなった。
- 求婚された女性が隠れる風習・習俗があった。『出雲国風土記』出雲郡宇賀郷の神話も同様とされる。

大汝命（大国主）と火明命（天火明命）
大汝命の子である火明命は乱暴者であった。そのことを憂いた大汝命は置き去りにすることを考えた。因達神山まで来たところで、火明命に水を汲みに行かせ、その間に船を出して大汝命は逃げてしまった。置き去りにされたことがわかった火明命は怒り狂って波風を立たせ、大汝命の船を転覆させてしまった。船・波・船から落ちた積荷にちなみ十四丘の名前が付けられた。
- 記紀神話では火明命はニニギの兄とされ、旧事本紀では火明命は大国主の娘婿とされている。
- 因達神山 - 火明命が置き去りにされた山。八丈岩山。
- 船丘 - 船が沈んだ所。景福寺山。
- 波丘 - 火明命が波を起こした丘。名古山。
- 日女道丘 - 蚕子が落ちた丘。姫路城がある姫山。
- 琴神丘 - 琴が落ちた丘。薬師山。
- 箱丘 - 箱が落ちた丘。男山。
- 匣丘 - 梳匣が落ちた丘。船越山または鬢櫛山。
- 箕形丘 - 箕が落ちた丘。秩父山。
- 甕丘 - 神子岡山。甕が落ちた丘。
- 稲牟礼丘 - 稲が落ちた丘。稲岡山。
- 冑丘 - 冑が落ちた丘。冑山。
- 藤丘 - 綱が落ちた丘。姫路城南部の二階町周辺。
- 沈石丘 - 沈石が落ちた丘。不明。
- 犬丘 - 犬が落ちた丘。不明。
- 鹿丘 - 鹿が落ちた丘。不明。

葦原志許乎命（大国主）・伊和大神・大神と天日槍命（アメノヒボコ）
渡来神である天日槍命が宇頭川（揖保川）にやってきた。土着の神である葦原志許乎命に「宿るところはないか」と尋ねたところ、志許は海中を許可した。すると日槍は剣で海水をかき混ぜて勢いを見せ、そこに宿った。日槍の勢いに危機を感じた志許は、先に国占めをしようと川をさかのぼっていった。このとき丘の上で食事をしたが、このとき米粒を落としたため、粒丘と呼ばれるようになった。…
葦原志許乎命と天日槍命は山からお互い3本の葛を投げた。志許の1本は宍粟郡御方に落ち、残り2本は但馬の気多郡・養父郡に落ちた。日槍は3本とも但馬に落ちたため、但馬の出石に住むことになった。
- 播磨を国占めする神、天日槍命と争う土着の神として葦原志許乎命・伊和大神・大神が記されているが、同神か別神かについて諸説ある。
- 神や天皇が物を落とす（上記のように意識的に落とす例は少ない）記事は、落とした所がその神（天皇）に関する勢力の土地であることを表す。この説話にはうけいの面もある。

大汝命（大国主）と小比古尼命（スクナビコナ）
大汝命と小比古尼命との間で「粘土を担いで行くのと糞を我慢して行く、どちらが先に行けるか」という話になった。大汝命は糞を我慢して行き、小比古尼命は粘土を担いでいくこととなった。数日後、大汝命は「私は我慢できない」とその場で用を足してしまった。小比古尼命も笑いながら「疲れた」と粘土（ハニ）を岡に放り出した。このためハニ岡と呼ばれるようになった。また、大汝命が用を足したときに、笹が糞を弾き上げて服についてしまった。このため波自賀村（はじかのむら）と呼ばれるようになった。この粘土と糞は石となって今もあるという。
大人
昔、大人がいて、常にかがんで歩いていた。色々なところを巡ってこの土地（多可郡）に着き、「他の土地は低いからずっとかがんで歩いていたけど、ここは土地が高いから背筋を伸ばして行ける。高いなぁ。」と言った。このため多可郡と言われる。大人の足跡は多くの沼になった。
- 巨人伝承、『常陸国風土記』那賀郡の説話と同種。

盟酒
荒田村に道主日女命という神がいたが、父親のいない子を産んだ。盟酒（うけい）をすることになり、7町の田を作り、7日7夜で稲が育った。すぐに醸造して酒を作り、諸神を集めた。その子は神々の中から天目一命に酒を注いだため、父であることがわかった。稲を作った田は後に荒れ、荒田と呼ばれるようになった。
- 酒によるうけいの説話、『山城国風土記』逸文にも父のわからない子（賀茂別雷命）に酒を注がせようとする説話がある。

意奚（仁賢天皇）と袁奚（顕宗天皇）
意奚と袁奚の父である市辺天皇（市辺押磐皇子）が近江国の摧綿野で殺された。このとき、2人は日下部連意美を連れて美嚢郡志深里にある岩室に隠れた。後に日下部連意美は罪の重さから、馬を放し、荷物を焼き払って自殺してしまった。意奚と袁奚はあちこち転々としたが、志染村首伊等尾の家で仕えることになった。伊等尾の催した宴の場で弟の袁奚が歌を歌い、歌詞でその正体を明かした。このことが播磨国山門領・山部連少楯に知らされた。少楯は2人と会い母である手白髪命が心配していることを伝えた。都に上った少楯がこれを報告し、2人の皇子が迎え入れられた。意奚と袁奚は再びこの地を訪れたおり、宮と屯倉を造営した。
この宮にいる頃、2人の皇子は国造許麻（針間鴨国造）の娘・根日女命に求婚した。根日女命はこれに応じたが、意奚と袁奚は譲り合ったため話がまとまらなかった。しばらくして根日女命が亡くなった。2人の皇子は大いに悲しみ、「朝夕、日の光がさす地に、墓を作り埋葬しよう。玉で墓を飾るように。」と少楯に指示した。墓は玉丘（玉丘古墳群）、村は玉野と呼ばれるようになった。